# FC CFR 1907 Cluj
A Fotbal Club CFR 1907 Cluj (magyarul: Kolozsvári CFR 1907) Kolozsvár 1907-ben alapított labdarúgócsapata, amely a román labdarúgó-bajnokság első osztályában szerepel. Eredeti neve Kolozsvári Vasutas Sport Club (K.V.S.C.) volt.
1969–1976 között szerepelt a csapat a román első osztályban, majd 2004-ben jutott be oda ismét. 2005-ben az Intertotó-kupa döntőjében játszott a francia Lens ellen.
A CFR nyolcszor nyerte meg a román labdarúgó-bajnokságot (2008, 2010, 2012, 2018, 2019, 2020, 2021, 2022).

## Története

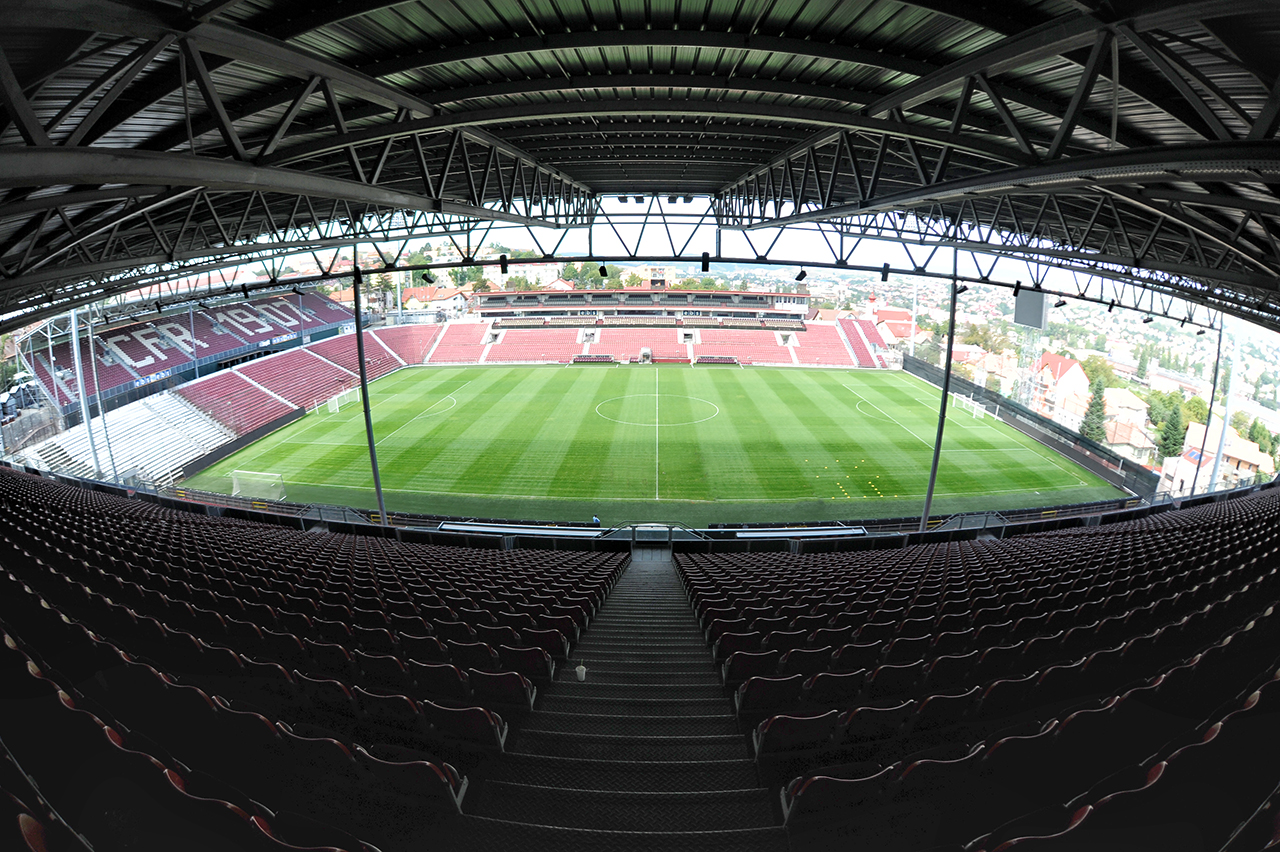
Dr. Constantin Rădulescu Stadion

### Bajnok a CFR Cluj
Működésének 101. esztendejében, a 2007–2008-as szezonban, a CFR Cluj megnyerte első bajnoki címét.
A 2007–2008-as szezon az egyik legellentmondásosabb volt a román labdarúgó-bajnokságok történetében.
A bajnoki cím sorsa az utolsó fordulóban dőlt el, amikor a CFR ellenfele a városi örök rivális, a nagyobb és román szélső-nacionalistákból álló szurkolótáborral rendelkező U Cluj volt. Ahhoz, hogy a CFR bajnok legyen, egyszerűen csak nyernie kellett. Az első osztályból már biztosan kieső helyen álló U durva és harcias játékot játszott. A mérkőzés egyedüli gólja egy jogos büntetőből született, miután Edvan leteperte Ruizt a tizenhatoson belül. A büntetőt a csapatkapitány Cadú értékesítette.
18 év után először nyerte vidéki csapat a román bajnokságot. A fő ellenjelölt a bajnoki címre a bukaresti Steaua volt, amely az utolsó előtti fordulóban veszítette el első helyét a bajnokságban, miután a Dinamo Bukaresttől 2–1-es vereséget szenvedett.
A mérkőzés után az Országos Korrupcióellenes Ügyészség (DNA) rajtaütött Kolozsvár területén a bukaresti Steaua tulajdonosának, Gigi Becalinak a bizalmas emberein, és 1 millió 700 ezer euró készpénzt talált náluk. Ezzel a pénzzel szándékozták „meghálálni” az U Cluj játékosainak, hogy az amúgy számukra – már kiesettek lévén – tét nélküli mérkőzésen hajtsanak a CFR ellen.
A Steaua az ügy után pontlevonásban részesült.

### Érdekességek a 2007–2008-as szezonból
- A CFR 1907 Kolozsvár veretlenül zárta a szezon első felét, toronymagasan vezetve a pontvadászatot.
- A szezon során összesen 29 játékos lépett pályára a csapat színeiben, melyből csak 7 volt román születésű.
- A CFR 1907 az első kolozsvári csapat, amely megnyerte a román első osztályt.
- Utoljára 1970-ben lett erdélyi csapat Románia bajnoka.

### Érdekességek a klub történetéből
- Az 1940-es évek elején a magyar élvonalban szereplő Kolozsvári AC csapata 1948-ban olvadt be a CFR Cluj csapatába.[6]
- az 1973/1974-es bajnoksági évben a kolozsvári CFR játékosa, Mihai Adam volt a bajnokság gólkirálya 23 találattal
- Szintén Mihai Adam lőtte a legtöbb gólt Románia bajnokságának első osztályában: 47 gól

### 2018–2019-es szezon
A 2017/2018-as szezon végén, miután a csapattal megnyerte a román bajnokságot, Dan Petrescu elköszönt a klubtól, és edzői karrierjét a Guizhou Hengfengnél folytatta.
Dan Petrescu távozását követően Edi Iordănescu érkezett a csapat élére, vele kezdte meg a csapat a felkészülést.
Első hivatalos mérkőzésén vezetőedzőként, a CFR Cluj elhódította a Román Szuperkupát, ezt követően csak egy döntetlent tudott összehozni a bajnokság nyitó fordulójában az FC Botoșani ellen, majd hazai pályán 1-0-s vereséget szenvedett a Malmötől, a Bajnokok Ligája-selejtező második fordulójának első mérkőzésén.
A fenti eredményeket követően a CFR vezetősége menesztette Edi Iordănescut, és helyére azt a Toni Conceiçãót szerződtette, aki korábban már kétszer is irányította a kolozsvári csapatot (2009, 2015-2016).
Az új vezetőedző bemutatkozása sem volt a legeredményesebb, ugyanis csak egy gól nélküli döntetlent tudott elérni a Dunărea Călărași vendégeként, majd a Malmö ellen sem sikerült fordítani (1-1 lett a visszavágó eredménye), így a kolozsváriak a Bajnokok Ligája helyett az Európa-liga harmadik selejtezőkörében folytathatták a nemzetközi szereplést.
Az Európa-liga harmadik selejtezőkörében az örmény Alashkert FC várt a kolozsváriakra. Két sima győzelmet követően (2-0, 5-0) jutottak tovább a következő fordulóba, ahol a luxemburgi F91 Dudelangevel folytatták a csoportkörbe jutásért vívott harcot.
Ezzel párhuzamosan a bajnokságban is kezdtek felzárkózni, olyannyira, hogy a 4. forduló végére már a kolozsvári csapat állt a román tabella élén.
A csapat vezetésének a játékoskeretet is sikerült bővítenie. Előbb leszerződtették George Ganeat, az egykori román válogatott Ionel Ganea fiát, majd két egykori Real Madrid játékost, Jesús Fernández Colladot és Júlio Baptistat.
Az érkező játékosok mellett sajnos távozók is voltak, Cosmin Vâtcă az FC Voluntari csapatához igazolt.
Időközben folytatódtak az Európa-liga selejtezői is, azonban a luxemburgi csapat feladta a leckét a kolozsváriaknak, ugyanis két győzelmet követően ejtették ki a CFR Clujt az európai kupákból. Luxemburgban 2-0-s győzelmet ért el az F91 Dudelange, Kolozsváron pedig úgy nyertek 3-2-re, hogy egy adott pillanatban 3-0-ra is vezettek.
A kiesést követően a CFR Cluj már csak a román bajnokságban maradt érdekelt.
A csapat, egy-két botlás ellenére, a 2018-as évet a tabella élén zárta, 6 ponttal megelőzve a második helyezett FCSB-t. A 21. fordulóban pont a második helyezett FCSB-t győzték le idegenben, így az alapszakasz vége előtt 5 fordulóval, már szinte biztos volt a kolozsváriak elsősége.
A téli szünet során számos változás történt a csapatnál:
- leszerződtették az U19-es román válogatott kapust, Ionuț Rust [33]
- Sebastian Mailat kölcsönbe távozott és a szezon végéig a Gaz Metan Mediaș csapatában folytatta karrierjét [34]
- Andrei Radu kölcsönbe távozott és a szezon végéig a Dunărea Călărași csapatában folytatta karrierjét [35]
- Urko Vera a vezetőséggel való megegyezést követően ingyen távozott a csapattól [36]
- Robert Ndip Tambe 1 évre kölcsönbe távozott a Sheriff Tiraspol csapatához [37]
- felbontották Giuseppe De Luca kölcsönszerződését és visszatért a Virtus Entella csapatához [38]

A téli szünetet követően a csapat gyengébb teljesítményt nyújtott. Döntetlent értek el az FC Hermannstadt ellen, vereséget szenvedtek a CS U Craiovától és szintén csak döntetlent értek el az Astra Giurgiu ellen. Ezt követően a csapat vezetése 2019. február 19-én bejelentette, hogy szerződést bontottak Toni Conceição vezetőedzővel  és helyére Alin Minteuant, a tartalék csapat edzőjét nevezték ki ideiglenesen.
Az alapszakasz utolsó fordulója előtt már eldőlt, hogy a kolozsvári csapat végez a tabella első helyén, függetlenül az utolsó forduló eredményeitől.
A rájátszás kezdete előtt még történt néhány változás a csapat háza táján:
- visszatért Kolozsvárra a csapat korábbi játékosa, Cristian Bud [46][47]
- kölcsönbe érkezett a Kujcsou Hengfeng Zicseng csapatától Kevin Boli [46][48]

A rájátszás kezdete után a CFR Cluj szerződést bontott Júlio Baptistaval, majd a vezetőség úgy döntött, hogy a remek szereplés ellenére Alin Minteuan vezetőedző helyett visszahívja a csapat élére Dan Petrescut, a csapat korábbi vezetőedzőjét.
A rájátszásban végig remek formában játszott a csapat. A 10 mérkőzés során 7 alkalommal hagyták el győztesen a pályát, 2 alkalommal született döntetlen és összesen egyszer találtak legyőzőre, így a csapat a szezon végén megvédte a bajnoki címét és ezzel az ötödik alkalommal lett a román bajnokság legjobbja. Érdekesség, hogy a vesztes mérkőzést már bajnokként szenvedték el az utolsó fordulóban.
A bajnokság végét követően több távozó is volt:
- május végén Lengyelországba, a Raków Częstochowa csapatába igazolt Bryan Nouvier, aki a 2018-2019-es szezont a Sepsi OSK csapatában töltötte kölcsönben[54]
- június elején szerződést bontottak Lang Ádámmal[55][56][57]

### 2019–2020-as szezon
Az új szezon első mérkőzésén, a ploiești Petrolul labdarúgócsapat stadionjában a CFR a Gheorghe Hagi vezette Viitorullal találkozott a Román Szuperkupáért. A kiegyenlített találkozót végül a tengerparti város csapata nyerte meg 1-0-ra, Artean zseniális lövésének köszönhetően. A klub vezetősége még a szezon megkezdése előtt kijelentette, hogy a csapatnak elsősorban az újabb bajnoki cím megszerzése lesz a fő célja, emellett szeretnének minél messzebb jutni nemzetközi kupasorozatban is. Eleinte a Bajnokok Ligája csoportkörébe való jutás volt a cél, s csak utána az Európa-ligában való szereplés. Az európai kaland azonban balul sikerült, mivel a BL első selejtezőkörében 1:0-ás vereséget szenvedtek a kazah Asztanától. A nyitó fordulóban sem remekeltek a bordó-fehérek, amely – csakúgy, mint egy évvel korábban és szintén hazai pályán – 1-1-es döntetlent játszott, ezúttal a Politehnica Iași-sal (a csapat gólját Deac szerezte). A BL-visszavágón a CFR úgy győzött 3-1-re az Asztana felett, hogy a 4. perctől kezdve a vendégek vezettek és az utolsó percig izgulniuk kellett a továbbjutásért. A kolozsvári csapat góljait egyébként a francia csatár, Omrani szerezte. A bajnokság második fordulójában 4-1-es győzelmet arattak az újonc Clinceni ellen (a gólszerzők Cestor, Costache, Itu és Luís Aurélio voltak), majd a második selejtezőkörben az izraeli Maccabi Tel-Avivot is legyőzték, ezúttal 1:0-ra. A győztes találat szerzője ismét Omrani volt. A harmadik fordulóban a Bukaresti Dinamot verték hazai pályán 1-0-ra (ezúttal büntetőből volt eredményes Omrani), majd három nappal később, Izraelben játszottak 2-2-es, továbbjutást érő döntetlent a Maccabival. A látványos találkozón a hazaiak szereztek vezetést, amire nem sokkal később Culio büntetőből szerzett találata volt a válasz. Nem sokkal az első félidő vége előtt a szezon elején érkezett venezuelai támadó, Rondón vezetést szerzett a kolozsváriaknak, ám a második félidő elején a Maccabi egyenlíteni tudott. Ebben az időszakban a csapat edzője, Dan Petrescu nemtetszésének adott hangot, hogy háromnaponta kell pályára küldje játékosait és azok már fáradtak, pedig alig játszottak eddig mérkőzést. A bajnokságban 4-1-re győztek a másik újonc Chindia Târgoviște otthonában, majd következett a Celtic elleni, harmadik selejtezőkör hazai pályán. A találkozót remekül kezdte a CFR, sőt a 28. percben még a vezetést is megszerezték Rondón révén. A skótok azonban nem adták fel és alig tíz perccel később, Forrest révén egyenlíteni tudtak, így a továbbjutás kérdése a jövő heti, glasgowi visszavágóra maradt. A találkozó után három nappal 3:0-ás győzelmet arattak a Hermanstadt ellen (a gólszerzők Păun, Costache és Omrani voltak), amivel nem csak hogy élre álltak a Liga 1 tabelláján, hanem még önbizalmat is gyűjtöttek a skóciai túra előtt. Elérkezett az igazság pillanata a Celtic Parkban. A meccs tétje a BL-rájátszásba való jutás volt, ami által a továbbjutó legalább az Európa-liga csoportkörében szerepelhet majd. A CFR-t nem nyomta agyon a teher és egy fordulatokban gazdag mérkőzésen 4-3-ra győzte le a skót bajnokot. A mindent eldöntő találkozó hőse ismét Omrani volt, aki két góllal segítette csapatát a továbbjutásban (a másik két találatot Deac és a visszatérő Țucudean szerezte). A glasgowi fantasztikus játékot egy 1-1-es döntetlen követett Sepsiszentgyörgyön (itt Păun szerezte a bordó-fehérek találatát), majd hazai pályán, a BL-rájátszás első mérkőzésén úgy szenvedett 1:0-ás vereséget a Slavia Prahatól, hogy Omrani nem sokkal a mérkőzés vége előtt büntetőt rontott. A csehek elleni fiaskót egy 4-1-es siker követett a Botoșani ellen. A szintén hazai pályán lejátszott bajnokin Deac kétszer, Păun és az újonc Pereira pedig egyszer-egyszer volt eredményes. A prágai visszavágón nem sikerült a csapatnak megfordítani az eredményt (sőt, még ott is 1-0-ra veszített), így az EL-csoportkörében vigasztalódhatott. Augusztus 31-én, a következő bajnoki fordulóban a csapat elszenvedte idénybeli első vereségét: 3-2-re verte őket az egykori román bajnok Astra Giurgiu.

## Eredmények

### Nemzeti
- Liga I
  -  Bajnok (7): 2007-08, 2009-10, 2011-12, 2017-18, 2018-19, 2019-20, 2020-21
  -  Bronzérmes (2): 2006-07, 2014-15

- Liga II
  -  Bajnok (2): 1968-69, 2003-04
  -  Ezüstérmes (2): 1977-78

- Román kupa
  -  Győztes (4): 2008, 2009, 2010, 2016
  -  Döntős (1): 2013

- Román szuperkupa
  -  Győztes (4): 2009, 2010, 2018, 2020
  -  Döntős (4): 2012, 2016, 2019, 2021

- NB I
  -  Bronzérmes (1): 1943–44

- Magyar kupa
  -  Döntős (1): 1944

### Nemzetközi
- Intertotó-kupa
  -  Döntős (1): 2005

## Statisztika
| Statisztika |                        |          |    |    |    |    |    |    |     |     |
| Szezon      | Bajnokság              | Helyezés | M  | Gy | D  | V  | LG | KG | GK  | Psz |
| ----------- | ---------------------- | -------- | -- | -- | -- | -- | -- | -- | --- | --- |
| 1999/2000   | Divizia C, Seria VI.   | 10.      | 30 | 11 | 6  | 13 | 53 | 49 | +4  | 39  |
| 2000/2001   | Divizia C, Seria VII.  | 10.      | 26 | 10 | 5  | 11 | 37 | 35 | +2  | 35  |
| 2001/2002   | Divizia C, Seria VIII. | 1.       | 26 | 21 | 2  | 3  | 60 | 10 | +50 | 65  |
| 2002/2003   | Divizia B, Seria II.   | 6.       | 28 | 12 | 10 | 6  | 52 | 26 | +26 | 46  |
| 2003/2004   | Divizia B, Seria III.  | 1.       | 30 | 21 | 6  | 3  | 75 | 19 | +56 | 69  |
| 2004/2005   | Divizia A              | 11.      | 30 | 9  | 9  | 12 | 33 | 44 | -11 | 36  |
| 2005/2006   | Divizia A              | 5.       | 30 | 14 | 8  | 8  | 36 | 27 | +9  | 50  |
| 2006/2007   | Liga 1                 | 3.       | 34 | 21 | 6  | 7  | 59 | 32 | +27 | 69  |
| 2007/2008   | Liga 1                 | 1.       | 34 | 23 | 7  | 4  | 52 | 22 | +30 | 76  |
| 2008/2009   | Liga 1                 | 4.       | 34 | 16 | 11 | 7  | 44 | 26 | +18 | 59  |
| 2009/2010   | Liga 1                 | 1.       | 34 | 20 | 9  | 5  | 46 | 23 | +23 | 69  |
| 2010/2011   | Liga 1                 | 10.      | 34 | 11 | 12 | 11 | 50 | 45 | +5  | 45  |
| 2011/2012   | Liga 1                 | 1.       | 34 | 21 | 8  | 5  | 63 | 31 | +32 | 71  |
| 2012/2013   | Liga 1                 | 8.       | 34 | 12 | 13 | 9  | 56 | 39 | +17 | 49  |
| 2013/2014   | Liga 1                 | 6.       | 34 | 13 | 12 | 9  | 44 | 33 | +11 | 51  |
| 2014/2015   | Liga 1                 | 3.       | 34 | 16 | 9  | 9  | 46 | 29 | +17 | 57  |
| 2015/2016   | Liga 1 (Alapszakasz)   | 10.      | 26 | 9  | 10 | 7  | 31 | 25 | +6  | 31  |
| 2015/2016   | Liga 1 (Playout)       | 10.      | 14 | 6  | 4  | 4  | 25 | 13 | +12 | 36  |
| 2016/2017   | Liga 1 (Alapszakasz)   | 4.       | 26 | 14 | 7  | 5  | 42 | 23 | +19 | 43  |
| 2016/2017   | Liga 1 (Playoff)       | 4.       | 10 | 3  | 2  | 5  | 8  | 14 | -6  | 33  |
| 2017/2018   | Liga 1 (Alapszakasz)   | 1.       | 26 | 18 | 5  | 3  | 42 | 13 | +29 | 59  |
| 2017/2018   | Liga 1 (Playoff)       | 1.       | 10 | 5  | 5  | 0  | 12 | 6  | +6  | 50  |
| 2018/2019   | Liga 1 (Alapszakasz)   | 1.       | 26 | 15 | 9  | 2  | 39 | 16 | +23 | 54  |
| 2018/2019   | Liga 1 (Playoff)       | 1.       | 10 | 7  | 2  | 1  | 15 | 4  | +11 | 50  |

## Jelenlegi keret
Frissítve: 2025. 08. 05.
| #  |     | Poszt | Név                                   |
| -- | --- | ----- | ------------------------------------- |
| 1  | ROU | K     | Rareș Gal                             |
| 3  |     | V     | Ali Abeid                             |
| 4  | BRA | V     | Léo Bolgado                           |
| 5  | KOS | KP    | Drilon Islami                         |
| 6  | GAM | V     | Sheriff Sinyan                        |
| 7  | LBR | CS    | Mohammed Kamara                       |
| 8  | ROU | KP    | Alin Fică                             |
| 9  | ROU | CS    | Louis Munteanu                        |
| 10 | ROU | KP    | Ciprian Deac csapatkapitány-helyettes |
| 11 | ROU | KP    | Adrian Păun 3. számú CSK              |
| 12 | ROU | K     | Mihai Pînzariu                        |
| 13 | POR | V     | Simão Rocha                           |
| 15 | GAM | CS    | Muhammed Badamosi                     |
| 17 | KOS | CS    | Meriton Korenica                      |
| 18 | KOS | KP    | Lindon Emërllahu                      |
| 19 | MKD | CS    | Marko Gjorgjievski                    |
| 20 | ROU | V     | Alexandru Țîrlea                      |
| 22 | NGA | V     | Kenneth Omeruo                        |
| 23 | FRA | KP    | Tidiane Keïta                         |

| #  |     | Poszt | Név                         |
| -- | --- | ----- | --------------------------- |
| 24 | ROU | CS    | Andrei Cordea               |
| 27 | ROU | V     | Matei Ilie                  |
| 30 | GHA | CS    | Emmanuel Mensah             |
| 33 | CRO | V     | Antonio Bosec               |
| 44 | MDA | V     | Daniel Dumbrăvanu           |
| 45 | ROU | V     | Mário Camora                |
| 49 | ROU | CS    | Lorenzo Biliboc             |
| 73 | CRO | KP    | Karlo Muhar                 |
| 77 | ROU | KP    | Andres Sfait                |
| 86 | ROU | KP    | Kun Viktor                  |
| 88 | CRO | KP    | Damjan Đoković 4. számú CSK |
| 89 | ROU | K     | Hindrich Ottó               |
| 90 | ROU | KP    | Răzvan Gligor               |
| 93 | MDA | CS    | Virgiliu Postolachi         |
| 96 | FRA | CS    | Béni Nkololo                |
| 98 | ROU | CS    | David Ciubăncan             |
| 99 | ITA | K     | Alessandro Micai            |
|    | ROU | V     | Ștefan Senciuc              |

## Szurkolók
A CFR-nek több szurkolói tábora van: a Pride, a Romaniacs, a KVSC 1907, valamint a Gruppo Gruia. Ezek folyamatosan jelen vannak a csapat hazai mérkőzésein.
A KVSC 1907 a klub magyar szurkolói által létrehozott csoport.
A CFR egyre nagyobb népszerűségnek örvend Romániában, és már Magyarországon is megtalálhatóak a klub szurkolói.